# Soalalana
Soalalana is een kevergeslacht uit de familie van de boktorren (Cerambycidae). De wetenschappelijke naam van het geslacht werd voor het eerst geldig gepubliceerd in 2011 door Villiers, Quentin & Vives.

## Soorten
Soalalana omvat de volgende soorten:
- Soalalana alboscutata (Fairmaire, 1904)
- Soalalana cribata (Vives, 2003)